# Metro (Band)
Metro ist eine internationale Fusion-Band.
Die Gruppe wurde 1994 von Chuck Loeb (Gitarre) und Mitchel Forman (Keyboard) anlässlich einer Europatournee ins Leben gerufen, da sie ihre musikalischen Ideen selbst verwirklichen wollten.
Weitere Gründungsmitglieder sind Wolfgang Haffner (Schlagzeug) und Anthony Jackson (Bass).
1995 verließ Jackson die Gruppe, an seine Stelle trat Victor Bailey. 2001 verließ wiederum Bailey die Gruppe, seitdem war zunächst Mel Brown und dann ab 2007 Will Lee am Bass. 2013 trat die Band mit wechselnden Bassisten in Japan auf sowie in Deutschland, wo sie gemeinsam mit der WDR Big Band Köln spielte.

## Diskografie
- 2015 – Big Band Boom (mit der WDR Big Band)
- 2007 – Express
- 2004 – Live at The Trane
- 2002 – Grapevine
- 2000 – Metrocafe
- 1995 – Tree People
- 1994 – Metro